# Parasitic Engineering
Parasitic Engineering, Inc., fue una empresa informática estadounidense fundada por Howard Fullmer y Gene Nardi en 1974. Nombrada como una referencia irónica a un comentario del cofundador de MITS, Ed Roberts, los primeros productos de Parasitic fueron kits de actualización de hardware para el kit de microcomputadora Altair 8800 de MITS, mejorando la clasificación de la fuente de alimentación de este último y la susceptibilidad al ruido. Más tarde, la compañía lanzó su propia microcomputadora basada en el mismo bus que la Altair, la S-100, pero fue menos popular que los kits de mejora de hardware de la compañía. Para 1979, la compañía se había centrado en proporcionar actualizaciones al TRS-80 de Tandy. Parasitic desapareció en 1983.

## Fundación (1976-1977)
Howard Fullmer (nacido c. 1947) y Gene Nardi (nacido c. 1948) fundaron Parasitic Engineering en 1974. Los dos socios comerciales se habían conocido en la Universidad de California en Berkley, donde ambos trabajaban en el departamento de psicología de la universidad como consultores informáticos. La empresa se basó originalmente en el sótano de la casa de Fullmer en Oakland, California. La empresa actuó como un trabajo secundario para los fundadores durante los primeros dos años de existencia. Cuando las ganancias de la compañía aumentaron significativamente en 1976, los dos renunciaron a sus trabajos diarios y se enfocaron en Parasitic como un trabajo de tiempo completo. En 1977, Parasitic empleó a nueve personas y obtuvo $ 250 000 en ganancias brutas.
El nombre de Parasitic, concebido más tarde en 1976, fue un referencia irónica al cofundador de MITS, Ed Roberts, quien, en un artículo de 1975 de su boletín corporativo Computer Notes, ridiculizó a los proveedores de hardware de terceros de sus productos de microcomputadoras como «empresas parásitos». Lo más probable es que Roberts se refiriera principalmente a Processor Technology, una empresa cuyo primer producto fue un conector de placa de RAM estática de 4 KB compatible con el influyente kit de microcomputadora Altair 8800 de MITS. La respuesta de MITS a la placa de Processor Technology fue una placa RAM dinámica, equipada con una cantidad idéntica de memoria y que incluía en la ROM BASIC de Microsoft, un popular entorno de programación de alto nivel que MITS tenía los derechos de venta. Este último fue un truco de marketing conjunto que intentaba hacer que la placa fuera más lucrativa, ya que MITS había estado vendiendo copias independientes de BASIC por más de tres veces el costo. Sin embargo, la placa RAM dinámica de MITS estaba plagada de problemas técnicos, y muchos aficionados habían estado haciendo uso de copias pirateadas de Microsoft BASIC de todos modos. La placa RAM dinámica fue un fracaso para MITS y apenas hizo mella en las ganancias de Processor Technology. Fulmer originalmente imaginó el nombre Symbiotic Engineering, que sonaba más amigable, pero optó por no hacerlo, queriendo evitar vínculos con el Ejército Simbionés de Liberación (en inglés: Symbionese Liberation Army), un grupo terrorista radical de izquierda activo en el momento de la concepción de la empresa.
El primer producto de Parasitic Engineering fue una placa controladora de reloj para Altair 8800, lanzada en 1976. Fulmer la diseñó como un «kit de reparación permanente» para la computadora, aliviando problemas en el oscilador de reloj de Altair causados por ruido, variaciones de temperatura, y varias otras fluctuaciones. En 1977, Parasitic presentó su segundo producto, un kit de modificación para la fuente de alimentación de Altair, mejorando su potencia nominal y robustez al reemplazar los reguladores lineales originales de la computadora con un transformador de voltaje constante (apoyado por un condensador electrolítico robusto y puentes rectificadores). Esta modificación de la fuente de alimentación combinó muy bien con la placa de RAM estática de Processor Technology, que consumía relativamente mucha energía en comparación con la placa de RAM dinámica que proporcionaba MITS.
Parasitic estableció canales de distribuidores en Europa en 1977 como parte de un esfuerzo por rivalizar con las empresas informáticas europeas y japonesas que habían estado incursionando en el continente durante ese período. La compañía proyectó utilidades de $ 1 000 000 en 1978.

## Equinox 100 (1977-1979)

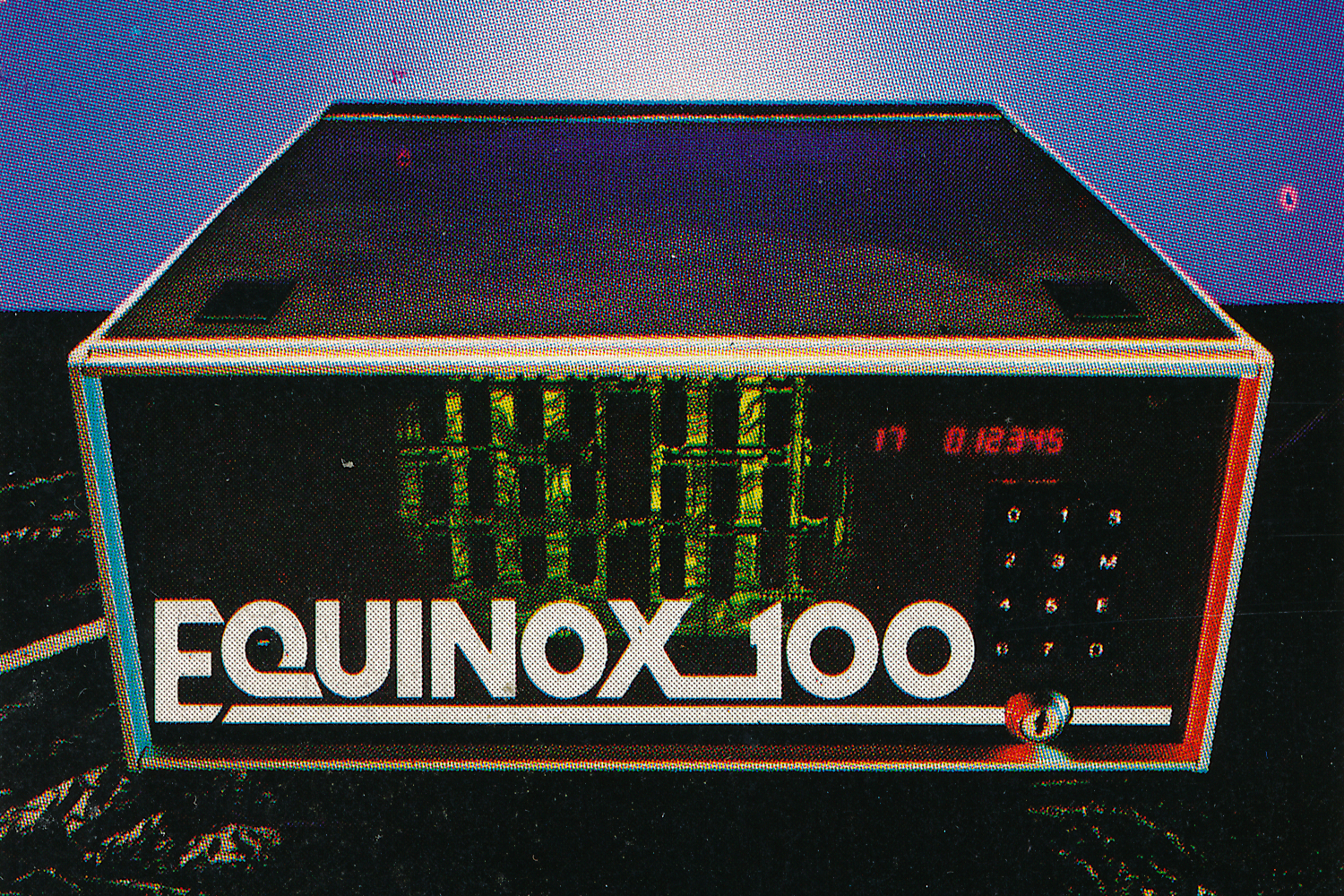
Vista frontal del Equinox 100 de Parasitic Engineering.

En junio de 1977, Fulmer se asoció con George Morrow, un proveedor externo de hardware de Altair, para diseñar y construir una microcomputadora completa. Sus esfuerzos culminaron en 1977 en Equinox 100, una microcomputadora vendida por Parasitic Engineering basada en el bus S-100, una arquitectura de computadora introducida con Altair 8800. La computadora presentaba un microprocesador Intel 8080, veinte ranuras S-100, 4 KB de RAM, un teclado hexadecimal incorporado con una lectura LED de siete segmentos, puertos seriales y paralelos RS-232 y una interfaz de casete. El sistema operativo de cassette de Parasitic para la computadora se llamó COPE, abreviatura de Cassette Operating Executive.
El Equinox 100 se construyó en gran parte alrededor de placas de circuito que Morrow ya había diseñado, mientras que Fulmer aportó su experiencia en ingeniería eléctrica para diseñar el resto del sistema. El sistema fue construido sólidamente, los dos diseñadores tomaron notas del magnate de la informática Bill Godbout y Bob Mullen de Diablo Data sobre cómo hacer que el bus S-100 fuera más robusto. Sin embargo, en el momento del lanzamiento de Equinox, los aficionados y los compradores corporativos habían comenzado a ver el Intel 8080 como anticuado en comparación con el microprocesador Z80 de Zilog y, como resultado, la computadora se vendió mal. Sin embargo, la idea de cómo mejorar el estándar de bus S-100 durante el proceso de diseño del Equinox 100 llevó a Morrow y Fulmer a presionar por una especificación formal para el bus S-100, que finalmente se ratificó como IEEE 696 en 1982., bajo su autoría parcial.

## Pivote y declive (1979-1983)
Parasitic en 1979 había cambiado su sede corporativa a Albany, California. En ese momento, la compañía comenzó un giro para proporcionar actualizaciones de hardware del mercado secundario al TRS-80, una línea de microcomputadora comercializada por Tandy Corporation a través de sus tiendas y catálogos de RadioShack. Uno de los primeros productos que Parasitic ofreció para el TRS-80 fue un sistema de unidad de disquete de 8 pulgadas llamado Maxi-Disk, que utilizaba una unidad fabricada por Shugart Associates, mientras que la interfaz de la tarjeta de expansión fue fabricada por Parasitic. En 1982, el pivote estaba completamente completo; Parasitic ofrecía más unidades de disco, placas que agregaban funcionalidad a la implementación de CP/M para el TRS-80, y una placa de «separador de datos» que supuestamente eliminaba los errores de lectura con unidades de disquete de alta densidad de 5,25 pulgadas en el TRS-80.
La compañía se disolvió cuando fue suspendida de la Junta de Impuestos de Franquicias de California en 1983. El escritor Philip H. Dorn de Datamation atribuyó la caída de Parasitic Engineering, como con muchas otras compañías que surgieron del éxito de Altair, a la IBM PC convirtiéndose en un producto de moda después de su lanzamiento en 1981, lo que condujo a la maduración del mercado de microcomputadoras donde las empresas centradas en los aficionados tenían dificultades para competir.

## Citas
1. 1 2 3 4  Halstuck, 1977, p. 60.
2. ↑  Freiberger y Swaine, 2000, p. 145.
3. 1 2  Staff writer, 1976, p. 7.
4. ↑  Freiberger y Swaine, 2000, pp. 61–62.
5. ↑  Hyman, 1995, p. 410–411.
6. 1 2  Zussman, 1982, p. 34.
7. ↑  Staff writer, 1977a, p. 35.
8. ↑  Staff writer, 1977b, p. 35.
9. ↑  Ahl y Green, 1980, p. 97.
10. ↑  Freiberger y Swaine, 2000, pp. 145–146.
11. ↑  Nadeau, 2002, p. 108.
12. ↑  Freiberger y Swaine, 2000, p. 146.
13. ↑  Dvorak, 1981, p. 13.
14. ↑  Elmquist et al., 1979.
15. ↑  Staff writer, 1979, p. 49.
16. ↑  Staff writer, 1981, p. 28.
17. ↑  OpenCorporates, n.d..
18. ↑  Dorn, 1985, p. 74.